# 郭正谊
郭正谊（？—？），原名世誼，字哲求，江西南昌人，清朝政治人物。

## 生平
郭正谊为乾隆五十八年（1793年）癸丑科二甲进士。授直隶临城县知县，历束鹿县，有政声。举卓异，升吏部主事。嘉庆十二年（1807年），出官福建龍巖州知州。嘉慶十五年八月，署泉州府知府。嘉庆十七年（1812年）任興化府知府。改福州府，护理兴泉永道。